# Alexis Billard
Pour les articles homonymes, voir Billard (homonymie).
Alexis Billard, né le 21 mai 1981 à Rouen en France, est un joueur professionnel français de hockey sur glace devenu entraîneur. Il évolue au position d'ailier.

## Carrière
Il commence sa carrière en 1998-1999 avec les Dragons de Rouen dans la Ligue Magnus. Il représente l'équipe de France en sélections jeunes. Il met un terme à sa carrière de joueur en 2011-2012.
À partir de la saison 2013-2014, il devient entraineur en chef des Vipers de Montpellier.
En 2015, il est nommé entraîneur du hockey mineur chez les Diables Rouges de Briançon. Le 18 janvier 2016, il remplace Patric Wener à la tête de l'équipe première pensionnaire de la Ligue Magnus.

## Statistiques

### Carrière en club
| Saison    | Équipe                 | Ligue        |    | Saison régulière | Saison régulière | Saison régulière | Saison régulière | Saison régulière |   | Séries éliminatoires | Séries éliminatoires | Séries éliminatoires | Séries éliminatoires | Séries éliminatoires |
| Saison    | Équipe                 | Ligue        | PJ | B                | A                | Pts              | Pun              | PJ               | B | A                    | Pts                  | Pun                  |                      |                      |
| 1998-1999 | Dragons de Rouen       | Ligue Magnus | 1  | 0                | 0                | 0                | 0                |                  |   |                      |                      |                      |                      |                      |
| 1999-2000 | Dragons de Rouen       | Ligue Magnus | 1  | 0                | 0                | 0                | 0                |                  |   |                      |                      |                      |                      |                      |
| 2000-2001 | Dragons de Rouen       | Ligue Magnus | -  | 0                | 1                | 1                | -                |                  |   |                      |                      |                      |                      |                      |
| 2001-2002 | Dragons de Rouen       | Ligue Magnus | 35 | 1                | 7                | 8                | 18               |                  |   |                      |                      |                      |                      |                      |
| 2002-2003 | Séquanes de Besançon   | Ligue Magnus | 13 | 2                | 3                | 5                | 26               |                  |   |                      |                      |                      |                      |                      |
| 2003-2004 | Sangliers Arvernes     | Ligue Magnus | 17 | 0                | 3                | 3                | 24               |                  |   |                      |                      |                      |                      |                      |
| 2004-2005 | Sangliers Arvernes     | Ligue Magnus | 21 | 3                | 3                | 6                | 16               |                  |   |                      |                      |                      |                      |                      |
| 2005-2006 | Corsaires de Dunkerque | Division 1   | 27 | 10               | 18               | 28               | 70               |                  |   |                      |                      |                      |                      |                      |
| 2006-2007 | Vipers de Montpellier  | Division 1   | 22 | 0                | 11               | 11               | 26               |                  |   |                      |                      |                      |                      |                      |
| 2007-2008 | Vipers de Montpellier  | Division 1   | 24 | 12               | 11               | 23               | 56               | 2                | 0 | 2                    | 2                    | 16                   |                      |                      |
| 2008-2009 | Vipers de Montpellier  | Division 1   | 22 | 11               | 12               | 23               | 26               | 2                | 1 | 2                    | 3                    | 2                    |                      |                      |
| 2009-2010 | Vipers de Montpellier  | Division 1   | 24 | 10               | 20               | 30               | 57               | 2                | 0 | 1                    | 1                    | 2                    |                      |                      |
| 2010-2011 | Vipers de Montpellier  | Division 1   | 26 | 3                | 14               | 17               | 18               |                  |   |                      |                      |                      |                      |                      |
| 2011-2012 | Vipers de Montpellier  | Division 1   | 1  | 0                | 0                | 0                | 0                |                  |   |                      |                      |                      |                      |                      |

### En équipe nationale
| Année | Compétition                 |   | PJ | B | A | Pts | Pun | +/-                            |  | Résultat |
| 2001  | Championnat du monde junior | 5 | 0  | 0 | 0 | 2   | -2  | Médaille d'or de la division 1 |  |          |